# 土屋征夫
土屋 征夫（つちや ゆきお、1974年7月31日 - ）は、東京都文京区出身の元サッカー選手、サッカー指導者。ポジションはディフェンダー。

## 経歴
小学2年生から中学生まで三菱養和SCに所属していたが、中学3年時に転校して一時期サッカーから離れている。三菱養和SCでの同期に加賀見健介、黄川田賢司がいる。東京都立田無工業高等学校入学してサッカー部に入部したが、上下関係の厳しさに辟易して同級生と共に1週間で退部、卒業までは書道部で活動した。
高校卒業後の進路としてブラジルへのサッカー留学を選択し、ブラジルへ渡る。この期間にポルトガル語も習得した。愛称の「バウル」はブラジル時代に住んでいた街の名前。名付け親はヴェルディ川崎時代にチームメイトだったブラジル人FWのマグロン。ブラジルでプレーする土屋の存在を知ったヴェルディ川崎から練習参加のオファーが届き帰国、1997年にV川崎とプロ契約を結んだ。1999年にヴィッセル神戸に移籍し、サイドバックからセンターバックにコンバートされて才能が開花。ちなみに、トレードマークのスキンヘッドは神戸時代から始めたものである。神戸では6年に渡りレギュラーとして活躍し、2001年には日本代表候補にも名前が挙がった。神戸時代の後輩にあたる北本久仁衛は「影響を受けた選手」という問いに土屋を挙げており、また自身のスキンヘッドは土屋に倣ったものであることも明かしている。2002年、当時の日本代表監督のフィリップ・トルシエが「フラットスリー」で世間を賑わせていた時に神戸は土屋、北本、シジクレイのスキンヘッドの3人で3バックを形成し「ピカッとスリー」と呼ばれた。しかし、神戸最後の年は数試合ベンチから遠ざかった。
2005年に柏レイソルに移籍。10月の浦和レッドダイヤモンズ戦にて、柏が0-4での大量リードを許し、さらに2人少ない状況から浦和FW田中達也へタックルを行い、これにより田中は全治5-6か月の怪我を負った。土屋本人も田中の怪我が重傷だったことにショックを受け、柏の早野宏史監督（当時）の配慮もあり次節の試合を欠場した。土屋がショックを受けているのを知った田中が「試合にアクシデントは付き物であり、自分が怪我をしてしまった事は仕方が無い」とのメッセージを発信した。
2006年は大宮アルディージャへ移籍。大宮では再び左サイドバックとしてプレーした。4月29日の浦和戦では執拗なブーイングを浴びた。
2007年からは東京Vに9年振りに復帰した。東京Vは土屋の復帰に際し、違約金含め約8000万円を支払ったが、埼玉新聞からは「家族を守るため苦悩の決断」と報道された。一方で、東京Vへの移籍の理由として、寝たきりの父の近くでサッカーをしたいと大宮の社長に相談し、東京Vのラモス瑠偉監督からも声をかけてもらったことを一番の理由に挙げている。移籍後は主にセンターバックでプレーし、「大黒柱」と形容されるほど絶対的な守備の要となる。2012年シーズン終了後に契約満了で東京Vを退団。
2013年、ヴァンフォーレ甲府へ移籍。開幕から先発出場を続けていたがシーズン途中に負傷離脱した。その間にDFラインのメンバーが固定されたこともあり終盤は出場機会を減らしたものの貴重な戦力として活躍した。
ブログのタイトルを当初、「ハゲ丸」にしようとしていたが、公式ブログでは相応しくないということで「バウルと一緒に…」になった。
2013年4月6日、第5節大分トリニータ戦で決勝点となるヘディングシュートを決めると中山雅史からピカチューヘッドとあだ名がついた。2014年は怪我のため出場はなかった。2015年8月16日、横浜FM戦でJ1での300試合出場を達成。
2017年3月15日、ルヴァンカップ第1節広島戦に出場し中山雅史が持っていた最年長出場記録を更新、さらに5月10日第5節神戸戦で公式戦約4年ぶりのゴールを決め、中山雅史が持っていたカップ戦最年長ゴール記録を更新した
。しかし、リーグ戦での出場機会はなく、8月8日、京都サンガF.C.へレンタル移籍した。
2018年より東京23FCへ移籍。2019年10月21日、現役を引退すると発表した。
2019年12月、東京23FCの監督に就任すると発表された。2020年11月30日、退任が発表された。
2021年2月、FC NossA 八王子の監督に就任 すると発表された。

## 所属クラブ
ユース経歴
- 1981年 - 1986年 三菱養和サッカースクール巣鴨
- 1987年 - 1989年 三菱養和ジュニアユース

プロ経歴
- 1994年 - 1995年  ECノロエスチ
- 1996年  インテルナシオナル
- 1996年  バフェットスEC（英語版）
- 1997年 - 1998年  ヴェルディ川崎（現・東京ヴェルディ）
- 1999年 - 2004年  ヴィッセル神戸
- 2005年  柏レイソル
- 2006年  大宮アルディージャ
- 2007年 - 2012年  東京ヴェルディ
- 2013年 - 2017年  ヴァンフォーレ甲府
  - 2017年8月 - 同年12月  京都サンガF.C.（レンタル移籍）
- 2018年 - 2019年  東京23FC

## 個人成績
| 国内大会個人成績 | 国内大会個人成績 | 国内大会個人成績 | 国内大会個人成績 | 国内大会個人成績                                 | 国内大会個人成績 | 国内大会個人成績 | 国内大会個人成績 | 国内大会個人成績 | 国内大会個人成績 | 国内大会個人成績 | 国内大会個人成績 |
| 年度             | クラブ           | 背番号           | リーグ           | リーグ戦                                         | リーグ戦         | リーグ杯         | リーグ杯         | オープン杯       | オープン杯       | 期間通算         | 期間通算         |
| 年度             | クラブ           | 背番号           | リーグ           | 出場                                             | 得点             | 出場             | 得点             | 出場             | 得点             | 出場             | 得点             |
| ブラジル         | ブラジル         | ブラジル         | ブラジル         | リーグ戦                                         | リーグ戦         | ブラジル杯       | ブラジル杯       | オープン杯       | オープン杯       | 期間通算         | 期間通算         |
| ---------------- | ---------------- | ---------------- | ---------------- | ------------------------------------------------ | ---------------- | ---------------- | ---------------- | ---------------- | ---------------- | ---------------- | ---------------- |
| 1994             | ノロエスチ       |                  |                  |                                                  |                  |                  |                  |                  |                  |                  |                  |
| 1995             | ノロエスチ       |                  |                  |                                                  |                  |                  |                  |                  |                  |                  |                  |
| 1996             | ナシオナル       |                  |                  |                                                  |                  |                  |                  |                  |                  |                  |                  |
| 1996             | バフェットス     |                  |                  |                                                  |                  |                  |                  |                  |                  |                  |                  |
| 日本             | 日本             | 日本             | 日本             | リーグ戦                                         | リーグ戦         | リーグ杯         | リーグ杯         | 天皇杯           | 天皇杯           | 期間通算         | 期間通算         |
| 1997             | V川崎            | 41               | J                | 4                                                | 0                | 0                | 0                | 0                | 0                | 4                | 0                |
| 1998             | V川崎            | 28               | J                | 14                                               | 0                | 1                | 0                | 3                | 1                | 18               | 1                |
| 1999             | 神戸             | 4                | J1               | 27                                               | 0                | 2                | 1                | 0                | 0                | 29               | 1                |
| 2000             | 神戸             | 4                | J1               | 28                                               | 2                | 3                | 0                | 4                | 0                | 35               | 2                |
| 2001             | 神戸             | 17               | J1               | 28                                               | 4                | 4                | 1                | 2                | 0                | 34               | 5                |
| 2002             | 神戸             | 17               | J1               | 28                                               | 1                | 6                | 0                | 1                | 0                | 35               | 1                |
| 2003             | 神戸             | 17               | J1               | 22                                               | 1                | 4                | 0                | 3                | 1                | 29               | 2                |
| 2004             | 神戸             | 17               | J1               | 21                                               | 1                | 6                | 0                | 1                | 0                | 28               | 1                |
| 2005             | 柏               | 17               | J1               | 30                                               | 2                | 2                | 0                | 2                | 0                | 34               | 2                |
| 2006             | 大宮             | 17               | J1               | 31                                               | 1                | 4                | 1                | 2                | 0                | 37               | 2                |
| 2007             | 東京V            | 17               | J2               | 40                                               | 3                | -                | -                | 0                | 0                | 40               | 3                |
| 2008             | 東京V            | 17               | J1               | 33                                               | 1                | 3                | 0                | 0                | 0                | 36               | 1                |
| 2009             | 東京V            | 17               | J2               | 34                                               | 4                | -                | -                | 1                | 0                | 35               | 4                |
| 2010             | 東京V            | 17               | J2               | 35                                               | 2                | -                | -                | 0                | 0                | 35               | 2                |
| 2011             | 東京V            | 17               | J2               | 35                                               | 3                | -                | -                | 2                | 1                | 37               | 4                |
| 2012             | 東京V            | 17               | J2               | 31                                               | 1                | -                | -                | 1                | 0                | 32               | 1                |
| 2013             | 甲府             | 41               | J1               | 22                                               | 2                | 1                | 0                | 1                | 0                | 24               | 1                |
| 2014             | 甲府             | 41               | J1               | 0                                                | 0                | 0                | 0                | 0                | 0                | 0                | 0                |
| 2015             | 甲府             | 41               | J1               | 22                                               | 0                | 1                | 0                | 1                | 0                | 24               | 0                |
| 2016             | 甲府             | 41               | J1               | 20                                               | 0                | 1                | 0                | 0                | 0                | 21               | 0                |
| 2017             | 甲府             | 41               | J1               | 0                                                | 0                | 5                | 1                | 1                | 0                | 5                | 1                |
| 2017             | 京都             | 41               | J2               | 6                                                | 0                | -                | -                | -                | -                | 6                | 0                |
| 2018             | 東京23           | 41               | 関東1部          |                                                  |                  | -                | -                | -                | -                |                  |                  |
| 2019             | 東京23           | 17               | 関東1部          | 12                                               | 0                | -                | -                | -                | -                | 12               | 0                |
| 通算             | 日本             | 日本             | J1               | 330                                              | 15               | 43               | 4                | 21               | 2                | 394              | 21               |
| 通算             | 日本             | 日本             | J2               | 181                                              | 13               | -                | -                | 4                | 1                | 186              | 14               |
| 通算             | 日本             | 日本             | 東京都1部        | \|\|\|\|colspan="2"\|-\|\|colspan="2"\|-\|\|\|\| |                  |                  |                  |                  |                  |                  |                  |
| 通算             | ブラジル         | ブラジル         |                  | \|\|\|\|\|\|\|\|\|\|\|\|\|\|                     |                  |                  |                  |                  |                  |                  |                  |
| 総通算           | 総通算           | 総通算           | 総通算           | \|\|\|\|\|\|\|\|\|\|\|\|\|\|                     |                  |                  |                  |                  |                  |                  |                  |

その他の公式戦
- 2005年
  - J1・J2入れ替え戦 2試合0得点

## 代表歴
- 2001年 日本代表候補